# Gioacchino Salvetti
Gioacchino Salvetti (Bagni di Casciana, 29 gennaio 1769 – Taiyuan, 21 settembre 1843) è stato un missionario e vescovo cattolico italiano.

## Biografia
Domenico Salvetti, figlio di Giuliano e di sua moglie Colomba Marconcini, vestì l'abito francescano tra i frati del convento di San Romano e prese il nome religioso di Gioacchino. Fu lettore nel convento di Ognissanti a Firenze, poi maestro dei novizi a San Romano e a Siena.
Nel 1804 partì da Livorno per recarsi in missione in Cina: giunto in Oriente dopo un lungo viaggio, subì un periodo di prigionia, poi raggiunse la missione di Shansi, dove operavano i frati minori osservanti, e fu nominato direttore del seminario.
Il 21 febbraio 1815 fu nominato vicario apostolico e vescovo di Eurea in partibus: fu consacrato dal vescovo lazzarista Caetano Pires Pereira, vicario apostolico di Nanchino residente a Pechino, il 16 febbraio 1817.
Morì nel 1843.

## Genealogia episcopale e successione apostolica
La genealogia episcopale è:
- Cardinale Guillaume d'Estouteville, O.S.B. Clun.
- Papa Sisto IV
- Papa Giulio II
- Cardinale Raffaele Riario
- Papa Leone X
- Papa Clemente VII
- Cardinale Antonio Sanseverino, O.S.Io. Hier.
- Cardinale Giovanni Michele Saraceni
- Papa Pio V
- Cardinale Innico d'Avalos d'Aragona, O.S. Iacobi
- Cardinale Scipione Gonzaga
- Patriarca Fabio Biondi
- Papa Urbano VIII
- Cardinale Cosimo de Torres
- Cardinale Francesco Maria Brancaccio
- Vescovo Miguel Juan Balaguer Camarasa, O.S.Io. Hier.
- Papa Alessandro VII
- Cardinale Neri Corsini
- Vescovo Francesco Ravizza
- Cardinale Veríssimo de Lencastre
- Arcivescovo João de Sousa
- Vescovo Álvaro de Abranches e Noronha
- Cardinale Nuno da Cunha e Ataíde
- Cardinale Tomás de Almeida
- Cardinale João Cosme da Cunha, O.R.C.
- Arcivescovo Francisco da Assunção e Brito, O.E.S.A.
- Vescovo Alexandre de Gouveia, T.O.R.
- Vescovo Caetano Pires Pereira, C.M.
- Vescovo Gioacchino Domenico Salvetti, O.F.M. Obs.

La successione apostolica è:
- Vescovo Giovanni Antonio di Pompeiana, O.F.M. Obs. (1823)
- Vescovo Alfonso-Maria di Donato, O.F.M. Obs. (1835)
- Vescovo Giuseppe Maria Rizzolati, O.F.M. Ref. (1840)
- Vescovo Emmanuel-Jean-François Verrolles, M.E.P. (1840)
- Vescovo Lodovico Maria Besi (1841)
- Vescovo Joseph-Martial Mouly, C.M. (1842)